# Pleuridium holdridgei
Pleuridium holdridgei là một loài rêu trong họ Ditrichaceae. Loài này được H.A. Crum & Steere mô tả khoa học đầu tiên năm 1958.